# エマニュエル・セイソン
エマニュエル・セイソン（Emmanuel Ceysson, 1984年4月17日 - ）は、フランス出身のハープ奏者。

## 経歴
シャポノの生まれ。リヨン高等音楽院を経てパリ音楽院でイザベル・モレッティにハープを師事。2004年にブルーミントンのUSA国際ハープ・コンクール、2009年のミュンヘン国際音楽コンクールハープ部門でそれぞれ優勝。2006年にパリ国立オペラのハープ奏者となった。2005年から2009年までロンドン王立音楽院でハープの講座を担当し、2010年以降ニースの国際夏期アカデミーで教鞭をとる。
なお、日本に関連する活動では、久石譲のハープコンチェルトの世界初演を2025年7月に東京にて久石の指揮で、ロイヤル・フィルハーモニー管弦楽団と共に演奏する。。